# Ямна (зупинний пункт)
Я́мна — пасажирський залізничний зупинний пункт Івано-Франківської дирекції Львівської залізниці на нелектрифікованій лінії Делятин — Ділове між станціями Яремче (4 км) та Микуличин (6 км). Розташований у південній частині міста Яремче Надвірнянський район Івано-Франківської області, у колишньому старовинному селі Ямна (нині — частина міста Яремче).

## Пасажирське сполучення
На платформі Ямна зупиняються приміські поїзди сполученням Івано-Франківськ — Ворохта та Коломия — Рахів — Ділове.